# Satteins
Satteins – gmina w Austrii, w kraju związkowym Vorarlberg, w powiecie Feldkirch. Liczy 2550 mieszkańców (1 stycznia 2015).